# Amblyomma pecarium
Amblyomma pecarium är en fästingart som beskrevs av Dunn 1933. Amblyomma pecarium ingår i släktet Amblyomma och familjen hårda fästingar. Inga underarter finns listade i Catalogue of Life.